# Солодовников, Леонид Аркадьевич
Леонид Аркадьевич Солодовников (8 мая 1958, Курган — 2 августа 1994, Москва) — лётчик-инструктор 1 класса, мастер спорта СССР, заслуженный тренер России по высшему пилотажу. Капитан запаса.

## Биография
Родился 8 мая 1958 года в городе Кургане Курганской области.
После окончания средней школы работал на Курганском машиностроительном заводе, одновременно занимался в Курганском авиационно-спортивном клубе ДОСААФ, где получил первоначальную лётную подготовку.
После окончании Омского учебного авиационного центра ДОСААФ назначен на должность лётчика-инструктора Курганского авиационно-спортивного клуба. Затем стал командиром звена, штурманом авиаспортклуба. Участововал в спортивных соревнованиях по самолётному спорту. Освоил пилотирование самолётов Як-12М, Як-50, Як-52, Як-55, Ан-2, Л-29, МиГ-15УТИ и МиГ-17. Общий налёт свыше 3000 часов. С 1989 года личный тренер Светланы Владимировны Капаниной.
Погиб 2 августа 1994 года в Москве, найден на рельсах. Похоронен на Новом Рябковском кладбище города Кургана Курганской области.

## Награды и звания
- Лётчик-инструктор 1 класса
- Спортивное звание Мастер спорта СССР
- Почётное спортивное звание «Заслуженный тренер России», 1993
- Судья республиканской и всесоюзной категорий.
- Золотая медаль «Тренеру чемпиона СССР»
- 4 медали «Тренеру чемпиона»
- Неоднократный призёр и победитель региональных первенств
- Обладатель кубка дважды Героя Советского Союза К. А. Евстигнеева.

## Семья
Дочери Яна (род. 22 апреля 1981), Анна (16 февраля 1987 — 22 февраля 2008). Сын Сергей (15 марта 1983 — 10 сентября 2016).